# Rhodiola stephanii
Rhodiola stephanii là một loài thực vật có hoa trong họ Crassulaceae. Loài này được (Schltdl.) Trautv. & C.A. Mey. miêu tả khoa học đầu tiên năm 1856.